# Ich hab’ mein Herz in Heidelberg verloren (Lied)

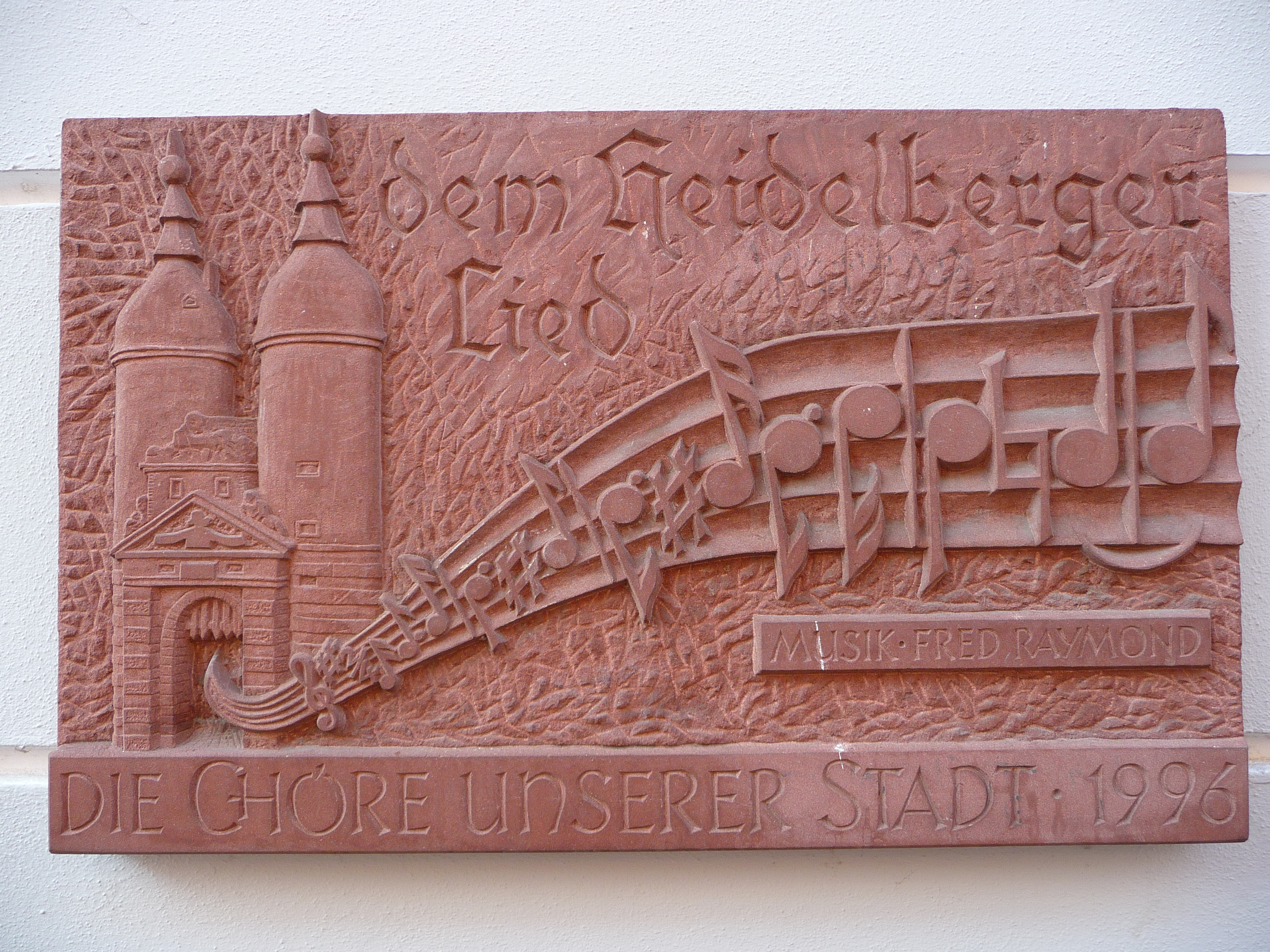
Gedenktafel an der Alten Brücke

Ich hab' mein Herz in Heidelberg verloren ist der Titel eines dreistrophigen Marschliedes, das Friedrich Raimund Vesely 1925 unter seinem Künstlernamen Fred Raymond als Opus 130 komponiert hat. Die Worte dazu dichteten ihm die Librettisten Fritz Löhner (unter seinem Künstlernamen Beda) und Ernst Neubach. Das Tonstück erschien im Wiener Bohème-Verlag, an den Raymond die Rechte daran für ganze 300 Mark abtrat.

## Hintergrund
Das Lied wurde rasch populär, sicher nicht zuletzt infolge des Einsatzes der modernen Medien Grammophonplatte und Radio, der zur Entstehungszeit möglich wurde. Mittlerweile ist es – obwohl rein kommerziell entstanden – im allgemeinen Verständnis beinahe in den Rang eines Volksliedes aufgerückt.
Prominente Künstler der Weimarer Republik wie die Tenöre Max Kuttner und Harry Steier oder die Kapellenleiter Fred Bird, Paul Godwin und Reinhard Wenskat (als „Giusto Jazz Symphoniker“) sangen und spielten das Lied ab 1925 auf Grammophonplatten und im noch jungen Unterhaltungsrundfunk.
Es war auch als Notenrolle für elektrische Klaviere erhältlich und wurde auch auf Liedpostkarten verbreitet.
Noch im gleichen Jahr entstand um das Lied ein Spielfilm gleichen Titels. Zwei Jahre später verfassten die Autoren Raymond, Löhner und Neubach ein dreiaktiges Singspiel mit diesem Titel. Es wurde an der Volksoper Wien uraufgeführt.
Parodien
Die Eingängigkeit der Refrainzeile forderte schon bald zu Parodie und Travestie heraus; so erhielt z. B. 1927 ein Stummfilm „Wochenendzauber“ den Untertitel „Ich hab mein Herz in Kritzendorf verloren“; zwei Jahre später trug ein anderer den Titel „Ich hab mein Herz im Autobus verloren“.
In der ebenfalls 1929 gedrehten Beef & Steak-Episode „Wir halten fest und treu zusammen“ nimmt Kurt Gerron eine Grammophonplatte mit diesem Titel vom Apparat und isst sie auf; als ihm darauf übel wird und er auf der Toilette verschwindet, hört man dann von dort das Lied tönen...
Auch nach dem Zweiten Weltkrieg wirkte die Zeile noch nach. 1962 bekam eine LP mit dem amerikanischen Schlagersänger Gus Backus den Titel »Ich hab' mein Herz in Germany verloren«; 1983 veröffentlichte „die berühmteste Hausfrau der Welt“ Erma Bombeck ein Buch mit dem Titel „Ich hab mein Herz im Wäschekorb verloren“.
Das österreichische Pop-Duo »Die Ausreißer« nannte seine 2014 erschienene CD „Ich hab mein Herz im Karussell verloren“.
Auch Ehrengast Joseph Daues aus St. Charles griff 2015 bei der Verleihung der Bürgermedaille seiner deutschen Partnerstadt Ludwigsburg auf die Schlagerzeile zurück, als er bekannte „Ich hab’ mein Herz in Ludwigsburg verloren“.
Und im selben Jahre titelte die Autorin Anna Martach den 14. Band ihrer Bergromane um den ‚Alpendoktor Daniel Ingold‘ „Ich hab’ mein Herz in Hindelfingen verloren“.
Fortleben
In neuester Zeit machten sich auch so unterschiedliche Interpreten wie Gus Backus, Billy Mo, Heinz Maria Lins und Heino anheischig, das Lied in ihr Repertoire zu nehmen.
Die Orchester von Will Glahé (mit dem Golgowsky-Chor im Album „Alles singt mit“, 1965) und Ray Conniff (im Album „Musik für Millionen“, 1982) nahmen es mit Chorgesang auf LPs auf.
Der niederländische Geiger André Rieu spielte es mit seinem Orchester am 19. September 2009 live auf dem Heidelberger Kornmarkt.
Die Stadt Heidelberg brachte 1996 am Badischen Hof in der Hauptstraße eine Gedenktafel für das Lied und seinen Schöpfer an, die von den Chören der Stadt gestiftet worden war. Die Tafel wurde 2014 erneuert, ans Neuenheimer Ufer der Alten Brücke versetzt und um die Nennung der beiden Textdichter ergänzt.

## Tondokumente (Auswahl)
- Derby O-581 (Matr. 581 B) Ich hab' mein Herz in Heidelberg verloren. Lied (Raymond) ‘Gesang mit Orchester’
- Odeon O-1487 / A 41 374 (Matr. Be 4929) Ich hab' mein Herz in Heidelberg verloren! Lied (Fredy Raymond) Harry Steier mit Orchesterbegleitung. Aufgen. 27. August 1925
- Vox 3558 (Matr. 3065-B) Ich hab' mein Herz in Heidelberg verloren. Lied (F. Raymond) Max Kuttner, Tenor, mit Orchesterbegleitung
- Isiphon Concert Record 378 a (Matr. 7396*) Ich hab´ mein Herz in Heidelberg verloren. Foxtrot (Raymond-Beda) Giusto Jazz Symphoniker mit Refraingesang.[23]
- Grammophon 20 292 / B 42 262 (Matr. 3681 ar) Ich hab' mein Herz in Heidelberg verloren. Lied (Fred Raymond) Max Kuttner[24]
- Grammophon 19 419 (Matr. 76 bg) Ich hab' mein Herz in Heidelberg verloren. Marschlied (Fred Raymond) Paul Godwin mit seinem Künstler-Ensemble vom Nelson-Theater Berlin
- Homocord 4-1964 (Matr. 18 774-1) Ich hab' mein Herz in Heidelberg verloren. Lied (F. Raymond) Fred Bird The Salon Symphonie Jazzband[25]